# Josimar Alcócer
Josimar Angelo Alcócer McCook (San José, 7 juli 2004) is een Costa Ricaans voetballer die doorgaans als linksbuiten speelt. Hij staat onder contract bij KVC Westerlo, dat hem in 2023 weghaalde bij LD Alajuelense in Costa Rica.

## Clubstatistieken
| Seizoen     | Club           | Competitie         | Competitie | Competitie | Competitie | Beker | Beker | Beker | Internationaal | Internationaal | Internationaal | Totaal | Totaal | Totaal |
| Seizoen     | Club           | Competitie         | Wed.       | Dlp.       | Ass.       | Wed.  | Dlp.  | Ass.  | Wed.           | Dlp.           | Ass.           | Wed.   | Dlp.   | Ass.   |
| ----------- | -------------- | ------------------ | ---------- | ---------- | ---------- | ----- | ----- | ----- | -------------- | -------------- | -------------- | ------ | ------ | ------ |
| 2021/22     | LD Alajuelense | Primera División   | 19         | 2          | 1          | 0     | 0     | 0     | 1              | 0              | 0              | 20     | 2      | 1      |
| 2022/23     | LD Alajuelense | Primera División   | 34         | 4          | 3          | 6     | 2     | 1     | 4              | 0              | 0              | 44     | 6      | 4      |
| 2023/24     | LD Alajuelense | Primera División   | 3          | 0          | 0          | 0     | 0     | 0     | 1              | 0              | 0              | 4      | 0      | 0      |
| Club Totaal | Club Totaal    | Club Totaal        | 56         | 6          | 4          | 6     | 2     | 1     | 6              | 0              | 0              | 68     | 8      | 5      |
| 2023/24     | KVC Westerlo   | Jupiler Pro League | 10         | 1          | 0          | 0     | 0     | 0     | —              | —              | —              | 10     | 1      | 0      |
| 2024/25     | KVC Westerlo   | Jupiler Pro League | 32         | 1          | 1          | 2     | 0     | 0     | —              | —              | —              | 34     | 1      | 1      |
| 2025/26     | KVC Westerlo   | Jupiler Pro League | 3          | 1          | 1          | 0     | 0     | 0     | —              | —              | —              | 3      | 1      | 1      |
| Club Totaal | Club Totaal    | Club Totaal        | 45         | 3          | 2          | 2     | 0     | 0     | 0              | 0              | 0              | 47     | 3      | 2      |
| Totaal      | Totaal         | Totaal             | 101        | 9          | 6          | 8     | 2     | 1     | 6              | 0              | 0              | 115    | 11     | 7      |

3 Haidara ·
4 Lapage ·
5 Kimura ·
7 Sayyadmanesh ·
8 Sydorchuk ·
9 Frigan ·
10 Cordero ·
11 Mebude ·
13 Sakamoto ·
14 Vaesen ·
17 Smekens ·
18 Yow ·
19 Fixelles ·
20 Gillekens ·
21 Bernát ·
22 Reynolds ·
23 Seigers ·
23 Mbamba ·
25 Rommens ·
30 Van Langendonck ·
31 Annell ·
33 Neustädter ·
34 Haspolat  ·
39 Van den Keybus ·
40 Bayram ·
46 Piedfort ·
49 Placias ·
77 Alcócer ·
90 Ferri ·
99 Jungdal ·
Bolat ·
Gouré ·
Coach: Charaï